# والدلاوبرسهایم
والدلاوبرسهایم (به آلمانی: Waldlaubersheim) یک شهر در آلمان است که در باد کرویتسناخ واقع شده‌است.